# HMS Diamond (H22)
HMS «Даймонд» (H22) (англ. HMS Diamond (H22) — військовий корабель, ескадрений міноносець типу «D» Королівського військово-морського флоту Великої Британії за часів Другої світової війни.

## Історія створення
HMS «Даймонд» був закладений 20 квітня 1931 на верфі компанії Vickers-Armstrongs, в місті Глазго. 22 грудня 1932 увійшов до складу Королівських ВМС Великої Британії.